# Bitwa pod Chiari
Bitwa pod Chiari – starcie zbrojne, które miało miejsce 1 września 1701 w Lombardii podczas wojny o sukcesję hiszpańską.

## Działania poprzedzające
Po zwycięskiej dla wojsk cesarskich bitwie pod Carpi połączone siły francusko-hiszpańsko-sabaudzkie wycofywały się w Lombardii na zachód przez Villafranca, Goito i Soncino na Fontanellę za rzekę Oglio. Równolegle, szlakiem biegnącym bardziej na północ, podążał za nimi ze swą armią ks. Eugeniusz Sabaudzki, który przeszedł Mincio pod Peschiera del Garda, a następnie skierował się ku przeprawie na Oglio. 

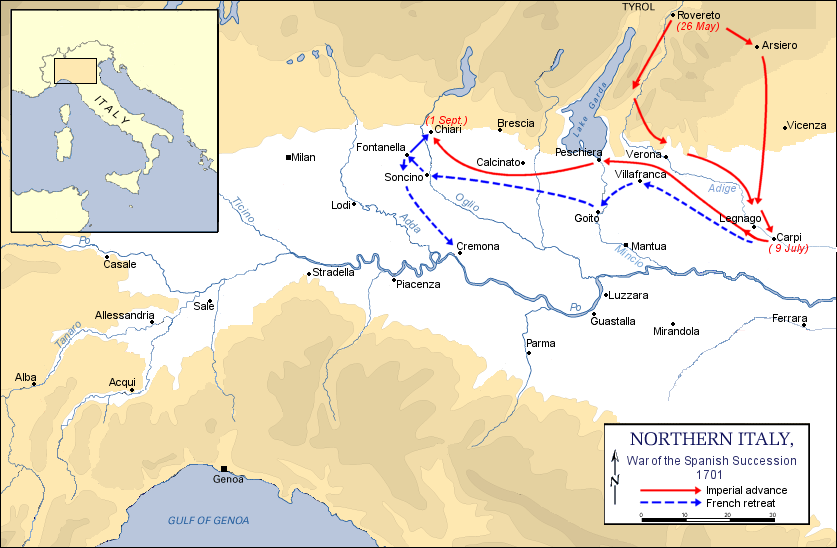
Szkic działań wojennych w północnych Włoszech

Tymczasem dowództwo nad wojskami przeciwnika w Italii objął podstarzały marszałek de Villeroi, zastępując odsuniętego w niełasce Nicolasa de Catinat. Francuski monarcha wydał mu zdecydowane polecenie wyparcia sił cesarskich z północnych Włoch, wyrażając przy tym nadzieję, iż „chwalebnie zakończy” tę kampanię. Przybyły 22 sierpnia 1701 do obozu rozłożonego pomiędzy Antegnate a Fontanellą, marszałek przejął komendę nad dowódcami połączonych wojsk: księciem Sabaudii Wiktorem Amadeuszem, hrabią de Vaudémont oraz podległym mu teraz de Catinatem, i wyruszył na spotkanie wroga.
Strona francuska dysponowała ok. 50 000 żołnierzy, mniejsze siły cesarskie liczyły ok. 32 tysiące. Przewidując zamiar zaatakowania go przez Francuzów za wszelką cenę, Eugeniusz Sabaudzki oczekiwał nieprzyjaciela po wschodniej stronie Oglio. Swą obronę oparł o niewielką twierdzę Chiari, gdzie starannie umocnił się na pobliskiej wyniosłości, wykorzystując jako dodatkowe zabezpieczenie okoliczne cieki wodne.

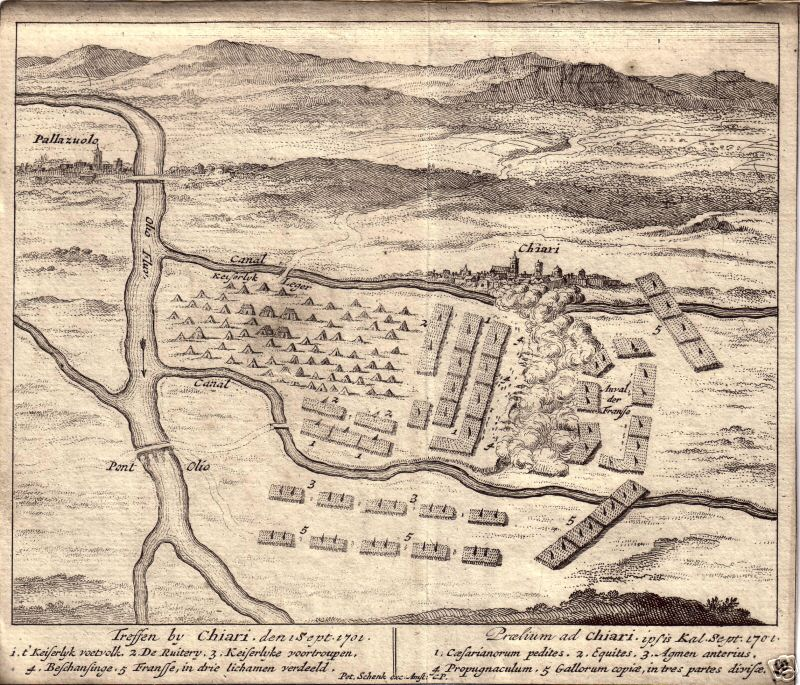
Plan bitwy z topografią terenu (rycina z Theatrum Bellicum)

## Bitwa
Wojska cesarskie rozlokowane zostały wzdłuż kanału osłaniającego frontalnie przed nieprzyjacielem, mając po lewej fortyfikacje Chiari, a po prawej inny dopływ Oglio. Chiari zostało obsadzone 2 batalionami piechoty z kilkoma armatami pod dowództwem hr. Guttensteina, i połączone z centrum obrony domami obsadzonymi przez grenadierów i fizylierów. Piechotę rozciągnięto w dwóch liniach poza masywnym oszańcowaniem, wzmacniając prawe skrzydło liczną kawalerią. Wiadomo było, że niełatwy, bagnisty teren uniemożliwi wykorzystanie jazdy i znacznie utrudni zastosowanie szeroko rozwiniętych formacji pieszych.
Zdecydowany unicestwić nieprzyjaciela, de Villeroi zlekceważył ostrzeżenia de Catinata i Wiktora Amadeusza, że ks. Eugeniusz zajmuje zbyt dobrą obronną pozycję. Ponadto zwiedziony informacjami austriackich jeńców o niewielkiej sile obronnej oraz doniesieniami wywiadu, że cesarscy zbierają się do odwrotu, nakazał przekroczyć rzekę dla zaatakowania ariergardy ustępującego nieprzyjaciela.
Rankiem 1 września, posuwając się z wolna i ostrożnie, uformowane w kolumny lewe skrzydło Francuzów wyruszyło do natarcia i ok. 14:00 znalazło się pod Chiari. Marszałek de Villeroi osobiście prowadził atak skrzydłowego regimentu, później jednak zmuszony został do wycofania na skutek gwałtownego ognia nieprzyjaciela. Choć kolejno ponawiane ataki na umocnione domostwa początkowo przynosiły powodzenie, to kontrataki podejmowane przez Austriaków w końcu niweczyły również tę przewagę.
Gorzej sytuacja przedstawiała się w centrum natarcia: sojusznicy posuwający w otwartym terenie i 
pozbawieni wsparcia artylerii, na 30 kroków przed oszańcowaniem wojsk cesarskich dostawali się pod morderczy ogień 24 batalionów broniącej go piechoty i wspierających 50 armat. Atakujący ginęli setkami nie mogąc przezwyciężyć przeszkody; szczególnie dotkliwych strat doznano wśród kadry oficerskiej. Mimo zachęt głównodowodzącego i wysiłków dowódców prowadzących natarcie, zostało ono kolejny raz odparte i oddziały marszałka de Villeroi musiały ostatecznie odstąpić.

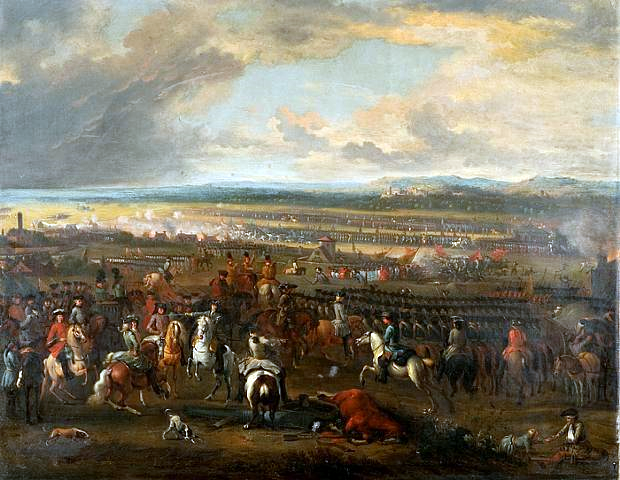
Bitwa pod Chiari (mal. Jan van Huchtenburg)

W walce poległo ok. 3000 jego żołnierzy (w tym ponad 250 oficerów) i jedynie 150 cesarskich. Sabaudzka brygada "Piemonte" pod dowództwem gen. Della Rocca walecznie uczestniczyła w natarciu na centrum, wspierając słabnących Francuzów i wycofując się dopiero na rozkaz marszałka de Villeroi, który z najwyższym uznaniem pisał do swego króla o jej przykładnej dyscyplinie i postawie. Osobistą dzielnością odznaczył się sabaudzki władca Wiktor Amadeusz II, któremu parokrotnie przestrzelono mundur i pod którym zabito konia.   
Ponieważ głównodowodzący nie panował nad sytuacją, odwrót organizował ranny de Catinat, cofając się do Castrezzato, a później umacniając się na tym samym brzegu Oglio. Na tych pozycjach obie strony pozostawały bezczynnie przez następne dwa miesiące. Dopiero nadejście niekorzystnych warunków jesiennych zmusiło Francuzów ok. połowy listopada do odejścia za rzekę i wycofania się na zimowe kwatery w Księstwie Mediolanu.

## Podsumowanie
Była to typowa bitwa na przełamanie. W sztuce wojskowej XVIII stulecia może ona stanowić przykład dobrze wybranej, racjonalnie obsadzonej i skutecznie bronionej pozycji na szlaku ofensywy przeciwnika.  Batalia pod Chiari udowodniła straszliwe skutki użycia z bliskiego dystansu broni palnej przeciwko głębokim formacjom piechoty. Nadzwyczaj wysokie straty sojuszników wynikały głównie z przeprowadzonego w odkrytym terenie frontalnego natarcia licznej piechoty pozbawionej wsparcia artylerii.
Pod względem strategicznym wygrana ta pozwoliła ks. Eugeniuszowi Sabaudzkiemu umocnić się w Lombardii. Obydwa kolejne jego zwycięstwa (Carpi i Chiari), stanowiąc wymowne świadectwo zdolności i potencjału militarnego Habsburgów, zdecydowały o przeforsowaniu przez Wiedeń tzw. Wielkiego Sojuszu zawartego z dwoma europejskimi mocarstwami morskimi. Drugi traktat (Wielkiej Brytanii i Holandii) podpisany zaledwie w tydzień po bitwie (7 września 1701), dawał Leopoldowi I mocną podstawę do roszczeń wobec hiszpańskich posiadłości we Włoszech.